# N-acetilneuraminatna lijaza
-acetilneuraminatna lijaza (EC 4.1.3.3, -acetilneuraminsko kiselinska aldolaza, acetilneuraminatna lijaza, sijalinska aldolaza, sijalinsko kiselinska aldolaza, sialatna lijaza, -acetilneuraminska aldolaza, neuraminska aldolaza, -acetilneuraminatna aldolaza, neuraminsko kiselinska aldolaza, -acetilneuraminsko kiselinska aldolaza, neuraminatna aldolaza, -acetilneuraminska lijaza, -acetilneuraminsko kiselinska lijaza, NPL, NALaza, NANA lijaza, acetilneuraminat piruvat-lijaza, -acetilneuraminat piruvat-lijaza) je enzim sa sistematskim imenom N-acetilneuraminat piruvat-lijaza (formira N-acetil--manozamin). Ovaj enzim katalizuje sledeću hemijsku reakciju
-acetilneuraminat {\displaystyle \rightleftharpoons } -acetil--manozamin + piruvat
Ovaj enzim takođe deluje na N-glikoloilneuraminat.

## Literatura
- Nicholas C. Price; Lewis Stevens (1999). Fundamentals of Enzymology: The Cell and Molecular Biology of Catalytic Proteins (Third изд.). USA: Oxford University Press. ISBN 019850229X.
- Eric J. Toone (2006). Advances in Enzymology and Related Areas of Molecular Biology, Protein Evolution (Volume 75 изд.). Wiley-Interscience. ISBN 0471205036.
- Branden C; Tooze J. Introduction to Protein Structure. New York, NY: Garland Publishing. ISBN 0-8153-2305-0.
- Irwin H. Segel. Enzyme Kinetics: Behavior and Analysis of Rapid Equilibrium and Steady-State Enzyme Systems (Book 44 изд.). Wiley Classics Library. ISBN 0471303097.
- William P. Jencks (1987). Catalysis in Chemistry and Enzymology. Dover Publications. ISBN 0486654605.

## Spoljašnje veze
- N-acetylneuraminate+lyase на 